# Más allá del color: La vida de Gauguin y Degas
Más allá del color: La vida de Gauguin y Degas è un film televisivo del 1958 diretto da Ernesto Mas ed Esteban Serrador e basato sulla vita dei pittori francesi Paul Gauguin ed Edgar Degas.